# 人間狩り (映画)
人間狩り（にんげんがり、en:The Man Hunter）は、1971年に放映されたアメリカ合衆国のテレビ映画。

## あらすじ
猛獣狩の名人デビッドは銀行家クレアからある強盗の射殺依頼を受ける。
息子が強盗に襲われ殺されてしまったのであった。犯人は負傷しながらも街に身を潜めているという。

## キャスト
| 役名         | 俳優                         | 日本語吹替                                 |
| 役名         | 俳優                         | NETテレビ版                                |
| ------------ | ---------------------------- | ------------------------------------------ |
| デビッド     | ロイ・シネス                 | 田口計                                     |
| ウォルター   | デヴィッド・ブライアン       | 神田隆                                     |
| マーラ       | サンドラ・ディー             | 小原乃梨子                                 |
| オーガスチン | アルバート・サルミ           | 雨森雅司                                   |
| アーシャ     | ソレル・ブック               | 滝口順平                                   |
| 母           | マデレーン・シャーウッド     | 香椎くに子                                 |
| 父           | ロイヤル・ダノ               | 北村弘一                                   |
| テレサ       | マドリン・ルー               | 増山江威子                                 |
| ボコック     | ウィリアム・スミス           | 青野武                                     |
| 教授         | ピット・ハーバート           | 上田敏也                                   |
| ロリマー     | ウィリアム・フォーセット     | 清川元夢                                   |
| ジャンボ     | アル・ハート                 | 田中康郎                                   |
| ムース       | ジョー・ペペ                 | 若本紀昭                                   |
| スティーブン | リチャード・ヴァン・ブリート | 石丸博也                                   |
| 警官         |                              | 宮下勝                                     |
| 無線の人     |                              | 井口成人                                   |
| 交換手       |                              | 中川まり子                                 |
|              |                              |                                            |
| 演出         | 演出                         | 春日正伸                                   |
| 翻訳         | 翻訳                         | 木原たけし                                 |
| 効果         | 効果                         | PAG                                        |
| 調整         | 調整                         | 山田太平                                   |
| 制作         | 制作                         | 東北新社                                   |
| 解説         | 解説                         | 淀川長治                                   |
| 初回放送     | 初回放送                     | 1976年9月19日 『日曜洋画劇場』 21:00-22:56 |